# تام کاوانا
توماس کاوانا (انگلیسی: Thomas Cavanagh؛ زادهٔ ۲۶ اکتبر ۱۹۶۳) مشهور به تام کاوانا یک بازیگر و کارگردان کانادایی است. او به دلیل نقش های متنوعی درسریال تلویزیونی آمریکا شناخته شده است، او در خیلی از سریال ها نقش آفرینی کرده است مانند سریال اد، عشق میمون و نقش های مکرر در مشیت و مالیدن. او از سال 2014 ، فلش معکوس(ایوبارد ثاون) و نسخه های مختلف هریسون ولز را در سریال های تلویزیونی فلش، ارو، سوپرگرل و افسانه های فردا برای ما به تصویر کشیده است. کاوانا همچنین چندین قسمت از فیلم فلش را کارگردانی کرده است.

## اوایل زندگی
توماس کاوانا در 26 اکتبر 1963 در اتاوا ، انتاریو ، در یک خانواده رومی کاتولیک با تبار ایرلندی بدنیا آمد. کاوانا در هنگام کودکی به همراه خانواده به وینبه ، شهر کوچکی در غنا نقل مکان کرد.
در نوجوانی ، او و خانواده به لنوکسویل، کوبک نقل مکان کردند و کاوانا در آنجا دبیرستان را آغاز کرد. او در دبیرستان سمینایر شربروک حضور یافت، آنجا زبان فرانسوی را فرا گرفت و برای بارونز بسکتبال بازی کرد. وی بعداً در کالج چمپلین در لنوکسویل در سطح CEGEP تحصیل کرد. وی هنگام حضور در دانشگاه کوئین، کینگستون، انتاریو ، به تئاتر و موسیقی علاقه‌مند شد و در هاکی و بسکتبال وارسیتی بازی کرد. او در سال 1987 با مدرک زبان انگلیسی، زیست شناسی و آموزش فارغ التحصیل شد.

## حرفه

### اعتبارات تجاری
کاوانا سالها در کانادا هنرپیشگی کرد و در درام های تلویزیونی مانند جیک و بچه در اواخر دهه 1990 و تبلیغات تلویزیونی ظاهر شد و در دهه 1990 و برای CIBC در آگهی های آبجو لابات بلو لایت ظاهر شد.

### اجراهای تلویزیونی
پس از درخشش کاوانا به عنوان داگ سگ گای در برنامه تلویزیونی مشیت، او به عنوان شخصیت اصلی در سریال اد انتخاب شد. کاوانا برای کار در سریال اد ، نامزد دریافت جایزه گلدن گلوب و یک جایزه راهنمای تلویزیون شد ، که برای چهار فصل از اکتبر 2000 آغاز شد و در فوریه 2004 به پایان رسید.
اولین کار سینمایی کاوانا در فیلم "برادر بزرگ من" در سال 2002 بود که در آنجا نقش دن دوریان ، برادر شخصیت اصلی جی دی را بازی کرد ، به دلیل شباهتش با زاک براف. وی شش حضور بعدی در این سریال انجام داد که اوج آن با قسمت آخر براف به عنوان یک سریال معمولی ، فینال فصل هشتم ، "فینال من" بود.
در سال 2005 ، کاوانا به همراه جیسون پریسلتی، جودی گرر و لارنز تیتز، خلبانی به نام عشق میمون فیلمبرداری کرد. این نمایش توسط CBS به عنوان جایگزینی برای میانه انتخاب شد و در تاریخ 17 ژانویه 2006 شروع به کار کرد. اول عشق به میمون ترتیب هشت قسمت داده شد ، اما فقط سه بار در CBS پخش شد که قبل از نمایش به دلیل رتبه بندی کم در از لیست پخش خارج شد. VH1 هر هشت قسمت را خریداری کرد و در بهار 2006 آنها را در کامل پخش کرد.
او در مینیاتورهای تلویزیونی شبکه فیلم لایف تایم فیلمبرداری فیلم "گرفتن قاتل رود سبز" را بازی کرد که در آن وی نقش کلانتر دیوید ریچرت را به بازی می کند. در مارس 2006 ، کاوانا فیلمبرداری زندگی من، خلبان کمدی CBS را درباره یک زوج مطلقه که دوست هستند ، فیلمبرداری کرد. خلبان سینتیا واتروس بازیگر گمشده را به عنوان همسر سابق خود معرفی کرد. CBS نمایش برنامه را برای برنامه پاییز 2006 انتخاب نکرد. کاوانا نقش اصلی نیک اسنودن (وارث هویت بابانوئل) را در فیلم ساخته شده برای تلویزیون برف در سال 2005 به نمایش گذاشت که همه ساله در کانال خانواده نمایش داده می شود.

### اجراهای فیلم
کاوانا در فیلم 2002 بنگ بنگ تو مردی مُرد. پیش از اد ، اکرانهای فیلم کاوانا عمدتاً در نقشهای پشتیبان بودند. پس از پایان این سریال ، او اولین نقش اصلی خود را به عنوان یک محکوم فراری در هیجان قلب طوفان بازی کرد. در سال 2005 ، او در کمدی رمانتیک آلکمی، روبروی سارا چالکه بازی کرد. در سال 2006 ، او در یک کمدی رمانتیک دیگر، گرای ماترز ظاهر شد.

## فیلم ها و سریال ها
| سال  | اسم فیلم               | نقش                    |
| 1991 | نور سفید               |                        |
| 1995 | مقاصد خطرناک           |                        |
| 1995 | جادو در آب             | سایمن                  |
| 1996 | ماسک مرگ               | جوئی                   |
| 1996 | گرمای نیمه شب          |                        |
| 1996 | پروفایل برای موردر     |                        |
| 1997 | ماه عسل                |                        |
| 1999 | چیزی بیشتر             |                        |
| 1999 | زنگ آنیا               | پاتریک بیرمنگام        |
| 2003 | فردی در برابر جیسون    |                        |
| 2004 | زمستان                 | نیک اسنودن             |
| 2004 | قلب طوفان              | سیمپسون                |
| 2005 | کیمیا                  | مال داونی              |
| 2006 | عشق میمون              | تام فرا                |
| 2006 | نحوه خوردن کرم سرخ شده |                        |
| 2006 | دو هفته                | بری برگمن              |
| 2006 | مسائل خاکستری          | سم بالدوین             |
| 2007 | عالی                   | جورج گریوس             |
| 2007 | کیک خواران             | لوید                   |
| 2007 | صبحانه برای اسکات      | اریک مکنالی            |
| 2010 | یوگی خرسه              | رنجر اسمیت             |
| 2012 | یک قاتل در میان ما     | نیک کارلتون            |
| 2013 | پرنده                  | رون اسپنسر             |
| 2014 | بازی ساز               | دراگو                  |
| 2014 | فلش فصل1               | ایبارد ثاون/هریسون ولز |
| 2015 | فلش فصل2               | هری ولز                |
| 2015 | 400 روز                | زل                     |
| 2016 | زیردست                 | دارکمن                 |
| 2016 | پیشنهاد و سازش         |                        |
| 2016 | فلش فصل3               | اچ آر ولز              |
| 2017 | فلش فصل4               | هری ولز                |
| 2018 | تام و گرانت            | تام                    |
| 2018 | عشق و بدهی             | هنری وارنر             |
| 2018 | فلش فصل5               | شرلاک(شرلوک) ولز       |
| 2019 | فلش فصل6               | نش ولز/پرایا           |
| 2019 | جیو سکوت باب ریپوت     |                        |
| 2022 | فلش فصل8               | ایبارد ثاون            |
| 2022 | اقدامات اصلاحی         | گوردون توئیدی          |